# Olympische Geschichte der Westindischen Föderation
| Gelbes Symbol für Goldmedaillen mit stilisierten Olympischen Ringen | Graues Symbol für Silbermedaillen mit stilisierten Olympischen Ringen | Braundes Symbol für Bronzemedaillen mit stilisierten Olympischen Ringen |
| ------------------------------------------------------------------- | --------------------------------------------------------------------- | ----------------------------------------------------------------------- |
| —                                                                   | —                                                                     | 2                                                                       |

Die Westindische Föderation trat nur einmal bei Olympischen Sommerspielen in Erscheinung. Die Mannschaft, ein Zusammenschluss von Athleten der britischen Kolonien Trinidad und Tobago, Jamaika, Barbados und den britischen Inseln unter und über dem Winde, nahm an den Olympischen Sommerspielen 1960 in Rom teil und gewann zwei Bronzemedaillen. Insgesamt fuhren 13 Athleten, alles Männer, nach Rom und nahmen an fünf Sportarten teil.

## Übersicht der Teilnehmer

### Sommerspiele
| Jahr     | Flaggenträger | Teilnehmer | Männer | Frauen | Sportarten | Goldmedaillen | Silbermedaillen | Bronzemedaillen | Gesamt |
| -------- | ------------- | ---------- | ------ | ------ | ---------- | ------------- | --------------- | --------------- | ------ |
| 1960 Rom | unbekannt *   | 13         | 13     | 0      | 5          |               |                 | 2               | 2      |

### Winterspiele
Keine Teilnahme an Olympischen Winterspielen.

## Liste der Medaillengewinner
| Medaille | Name                                                      | Spiele   | Sportart       | Disziplin               |
| -------- | --------------------------------------------------------- | -------- | -------------- | ----------------------- |
| Bronze   | George Kerr                                               | 1960 Rom | Leichtathletik | 800 Meter               |
| Bronze   | George Kerr Keith Gardner Malcolm Spence James Wedderburn | 1960 Rom | Leichtathletik | 4-mal-400-Meter-Staffel |